# جيمس فرانكلين كاي
جيمس فرانكلين كاي (بالإنجليزية: James Franklin Kay)‏ هو عالم عقيدة أمريكي، ولد في 18 مايو 1948 في كانساس سيتي في الولايات المتحدة.